# Campionato sudamericano per club 2009 (pallavolo femminile)
Il campionato sudamericano per club di pallavolo femminile 2009 è stato la 1ª edizione del massimo torneo pallavolistico sudamericano per squadre di club e si è svolto dal 14 al 18 ottobre 2009 a Lima, in Perù. Al torneo hanno partecipato 6 squadre di club sudamericane e la vittoria finale è andata per la prima volta all'Osasco Voleibol Clube.

## Regolamento
Le sei squadre partecipanti al torneo sono state divise in due gironi da tre squadre ciascuno: al termine della prima fase, le prime due classificate di ogni girone hanno acceduto alle semifinali per il primo posto, mentre l'ultima classificata di ogni girone ha acceduto alla finale per il quinti posto.

## Squadre partecipanti
- Boca Juniors
- Deportivo Géminis
- Regatas Lima
- Osasco
- Rio de Janeiro
- River Plate

## Fase a gironi

### Gironi
| Girone A                                      | Girone B                        |
| --------------------------------------------- | ------------------------------- |
| Boca Juniors Deportivo Géminis Rio de Janeiro | Regatas Lima Osasco River Plate |

## Fase finale

### Finali 1º e 3º posto
|  | Semifinali     | Semifinali     | Semifinali |        |                | Finale 1º/2º posto | Finale 1º/2º posto | Finale 1º/2º posto |  |
|  |                |                |            |        |                |                    |                    |                    |  |
|  | Rio de Janeiro | Rio de Janeiro | 3          |        |                |                    |                    |                    |  |
|  | Rio de Janeiro | Rio de Janeiro | 3          |        |                |                    |                    |                    |  |
|  | Regatas Lima   | Regatas Lima   | 0          |        |                |                    |                    |                    |  |
|  | Regatas Lima   | Regatas Lima   | 0          |        | Rio de Janeiro | Rio de Janeiro     | 1                  |                    |  |
|  |                |                |            |        | Rio de Janeiro | Rio de Janeiro     | 1                  |                    |  |
|  |                |                | Osasco     | Osasco | 3              |                    |                    |                    |  |
|  | Boca Juniors   | Boca Juniors   | Osasco     | Osasco | 3              | 0                  |                    |                    |  |
|  | Boca Juniors   | Boca Juniors   |            |        |                | 0                  |                    |                    |  |
|  | Osasco         | Osasco         | 3          |        |                | Finale 3º/4º posto | Finale 3º/4º posto | Finale 3º/4º posto |  |
|  | Osasco         | Osasco         | 3          |        |                |                    |                    |                    |  |
|  |                |                |            |        |                |                    |                    |                    |  |
|  |                |                |            |        |                | Boca Juniors       | Boca Juniors       | 3                  |  |
|  |                |                |            |        |                | Boca Juniors       | Boca Juniors       | 3                  |  |
|  |                |                |            |        |                | Regatas Lima       | Regatas Lima       | 2                  |  |

## Classifica finale
| Classifica | Squadre           |
| ---------- | ----------------- |
|            | Osasco            |
|            | Rio de Janeiro    |
|            | Boca Juniors      |
| 4          | Regatas Lima      |
| 5          | Deportivo Géminis |
| 6          | River Plate       |